# François Bernier

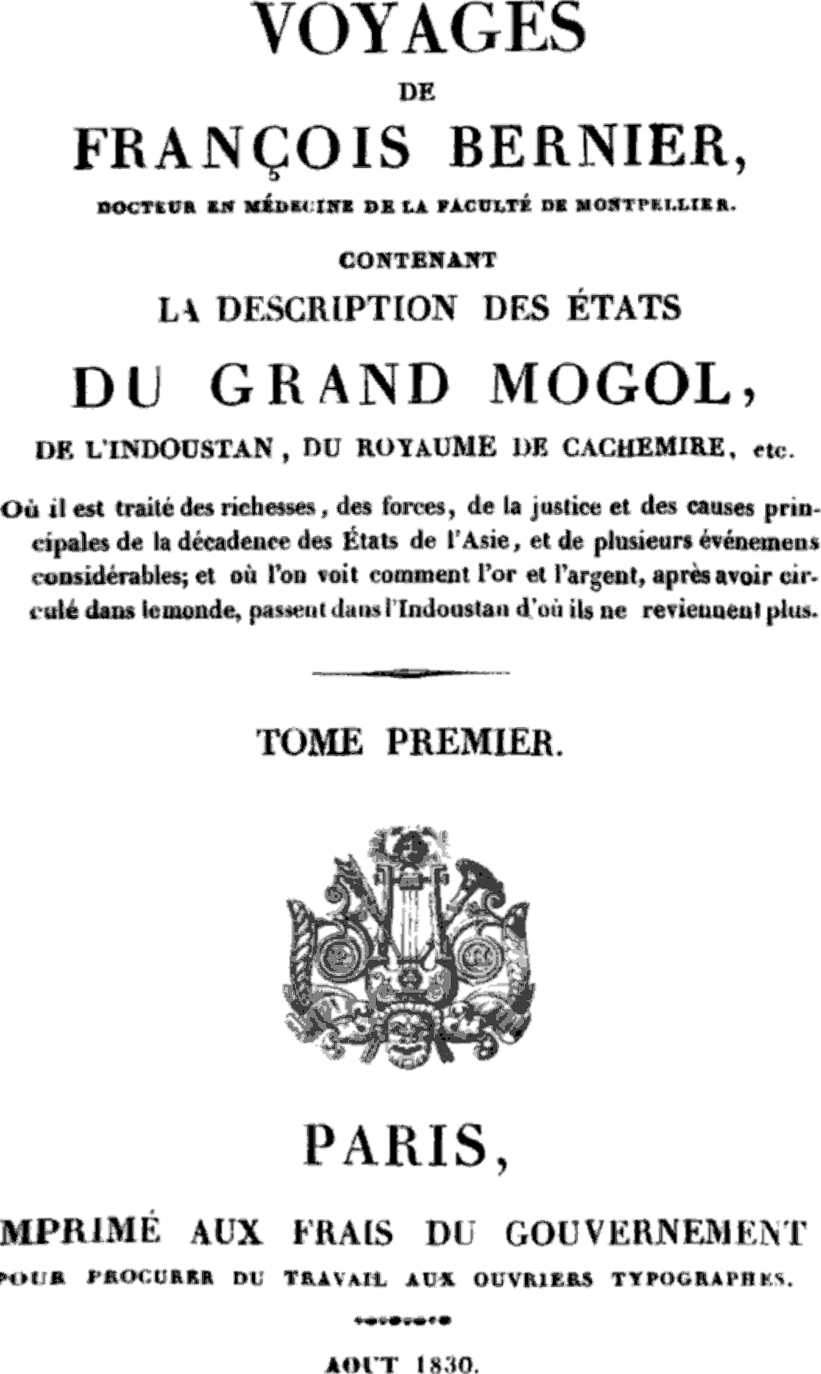
Titelblatt der Schrift Voyages von François Bernier, verfasst 1670

François Bernier (* 1620 in Joué-Etiau, Anjou; † 22. September 1688 in Paris) war ein französischer Arzt, Philosoph, Asienreisender und Schriftsteller.

## Leben
François Bernier verlor frühzeitig seine Eltern und kam in die Obhut seines Onkels. Mit Fünfzehn ging er nach Paris, um am Collège von Clermont zu studieren. Dort freundete er sich mit Claude-Emmanuel Lhuillier an. Dadurch lernte er Cyrano de Bergerac und möglicherweise auch Molière kennen und gehörte zu einem kleinen Kreis von Personen, denen Pierre Gassendi Unterricht erteilte.
Später nahm er an Gassendis Astronomievorlesungen am Collège Royal in Paris teil, lehrte dort selbst Philosophie und hatte von 1647 bis 1650 die Möglichkeit, Deutschland, Polen und Italien zu bereisen.
Als sein Lehrer Gassendi durch eine Lungenerkrankung gezwungen war, seinen Lehrstuhl aufzugeben, begleitete ihn Bernier als Sekretär und Pfleger nach Südfrankreich in die Nähe von Toulon. In dieser Zeit machte er 1652 an der Universität Montpellier seinen Abschluss als Doktor der Medizin. In den Jahren von 1651 bis 1654 engagierte er sich auch im Streit seines Lehrers mit Jean-Baptiste Morin. Es entstanden die beiden Schriften Anatomia ridiculi muris (1651) und Favilla ridiculi muris (1653).
Nach dem Tod Gassendis reiste Bernier 1656 über Palästina, Ägypten, Arabien und Äthiopien nach Surat in Indien, wo er 1658 ankam und die nächsten zehn Jahre seines Lebens verbrachte. Er wurde Arzt von Muhammad Aurangzeb Alamgir, dem Großmogul von Indien. Nach seiner endgültigen Rückkehr um 1670 erschien sein Reisebericht unter dem Titel Histoire de la dernière révolution des états du Grand Mogol.
1674 erschien der erste Teil seines bedeutendsten Werkes Abrégé de la philosophie de Gassendi, in dem er die Philosophie seines Lehrers erläutert und verteidigt.
In Paris war er gern gesehener Gast der Literarischen Salons von Marguerite de la Sablière und Ninon de Lenclos. 1685 besuchte er Charles de Saint-Évremond in London und Pierre Bayle, mit dem er korrespondierte, in Rotterdam.
In einem am 24. April 1684 vor der Französischen Akademie der Wissenschaften verlesenen und Bernier zugeschriebenen Brief wird vorgeschlagen, die Erde nicht nur in geographische Regionen, sondern auch nach den Arten oder Rassen von Menschen zu unterteilen, die sie bewohnen. Der Brief erschien später unter dem Titel Nouvelle division de la terre par les différentes espèces ou races d’hommes qui l’habitent (deutsch: „Eine neue Einteilung der Erde nach den verschiedenen Arten oder Rassen der Menschen, welche sie bewohnen“). Darin gebrauchte der Verfasser wohl als Erster die Bezeichnung „Rasse“ im Sinne einer taxonomischen Gliederung der Menschheit (als Synonym zu „Art“). Er wendete sich jedoch gegen die Gepflogenheit, Menschen vorschnell nach der Hautfarbe zu kategorisieren, und rechnete die Bewohner Nordafrikas und Vorderasiens bis nach Indien zur selben „Art“ oder Rasse wie die Europäer.

## Schriften (Auswahl)
- Histoire de la dernière révolution des états du Grand Mogol. Paris 1670–1671.

(engl. Übers.) Travels in the Mogul Empire, A.D. 1656–1668. Übersetzt von Archibald Constable (1891), 2. Aufl. durchgesehen von Vincent A. Smith. London 1916 (Digitalisat).
- Anatomia ridiculi muris, hoc est Dissertatiunculae J. B. Morini, astrologi, adversus expositam a P. Gassendo Epicuri philosophiam. Paris 1651. (Digitalisat).
- Favilla muris, hoc est, dissertatinculae ridicule defensae a J. B. Morino, astrologo. Paris 1651.
- Abrégé de la philosophie de Gassendi. 1674–1684. (Digitalisat bei Gallica)
- Doutes à Mr Bernier sur quelques-uns des principaux chapitres de son Abrégé de la Philosophie de Gassendi. Paris 1682
- Éclaircissement sur le livre de M. de la Ville... In: Pierre Bayle: Recueil de quelques pièces curieuses concernant la philosophie de Monsieur Descartes. Amsterdam 1684.
  - Auszugsweise übersetzt in: Andreas Scheib (Hrsg.): Dies ist mein Leib. Philosophische Texte zur Eucharistiedebatte im 17. Jahrhundert. Darmstadt 2008.
- Nouvelle division de la terre par les différentes espèces ou races d’hommes qui l’habitent. In: Journal des sçavans. Band 6, 1684, S. 133–140 (Digitalisat).
- Traité du Libre et du Volontaire. Amsterdam 1685.
- Extrait de diverses pièces envoyées pour étreines à Madame de la Sablière. Introduction à la lecture de Confucius. In: Journal des Sçavans. 1688, S. 47–52.
- Mémoire sur le quiëtisme des Indes. In: Basnage de Beauval: Histoire des ouvrages des Savans. September 1688, S. 47–52.